# Kviteseid Bygdetun

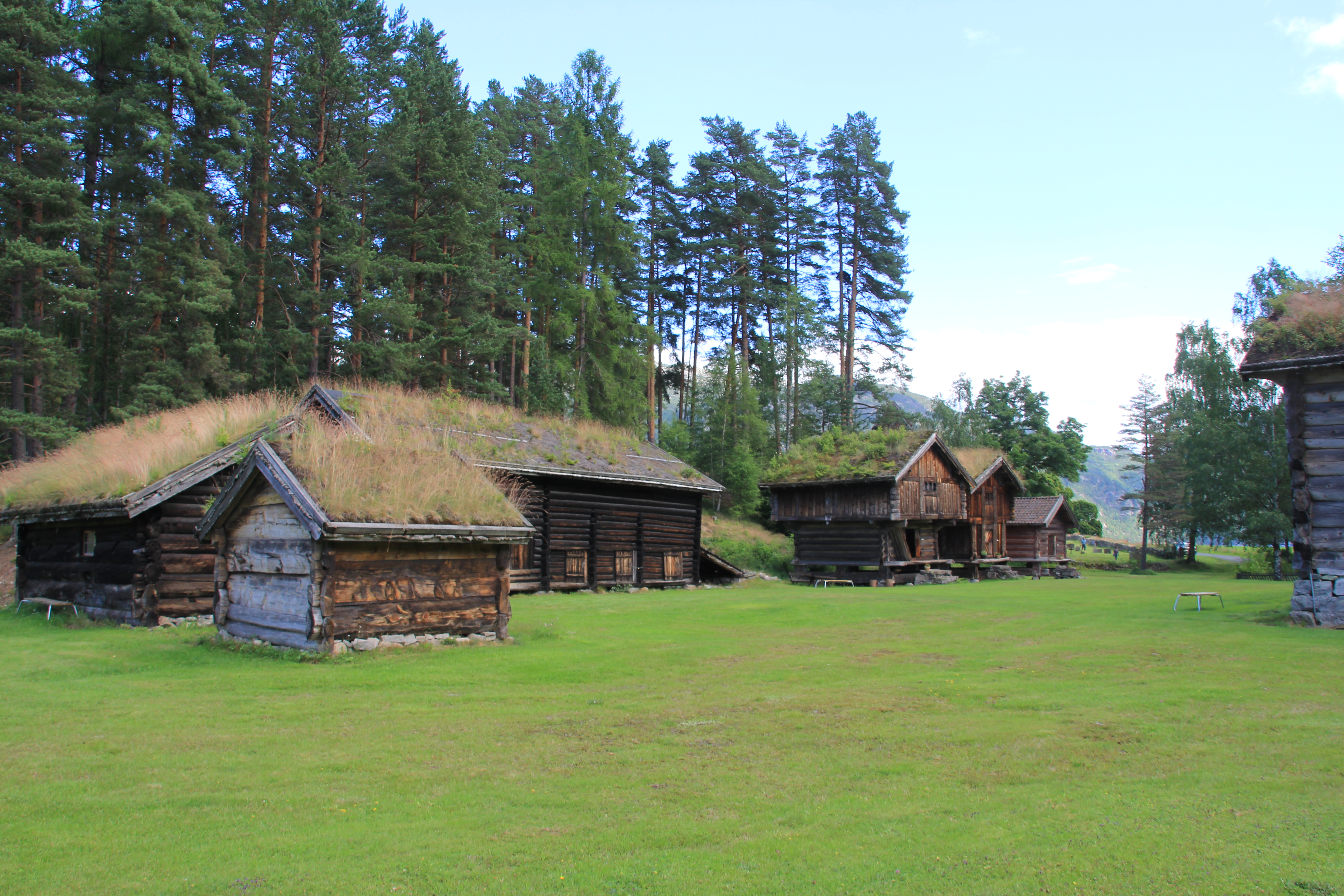
Kviteseid bygdetun

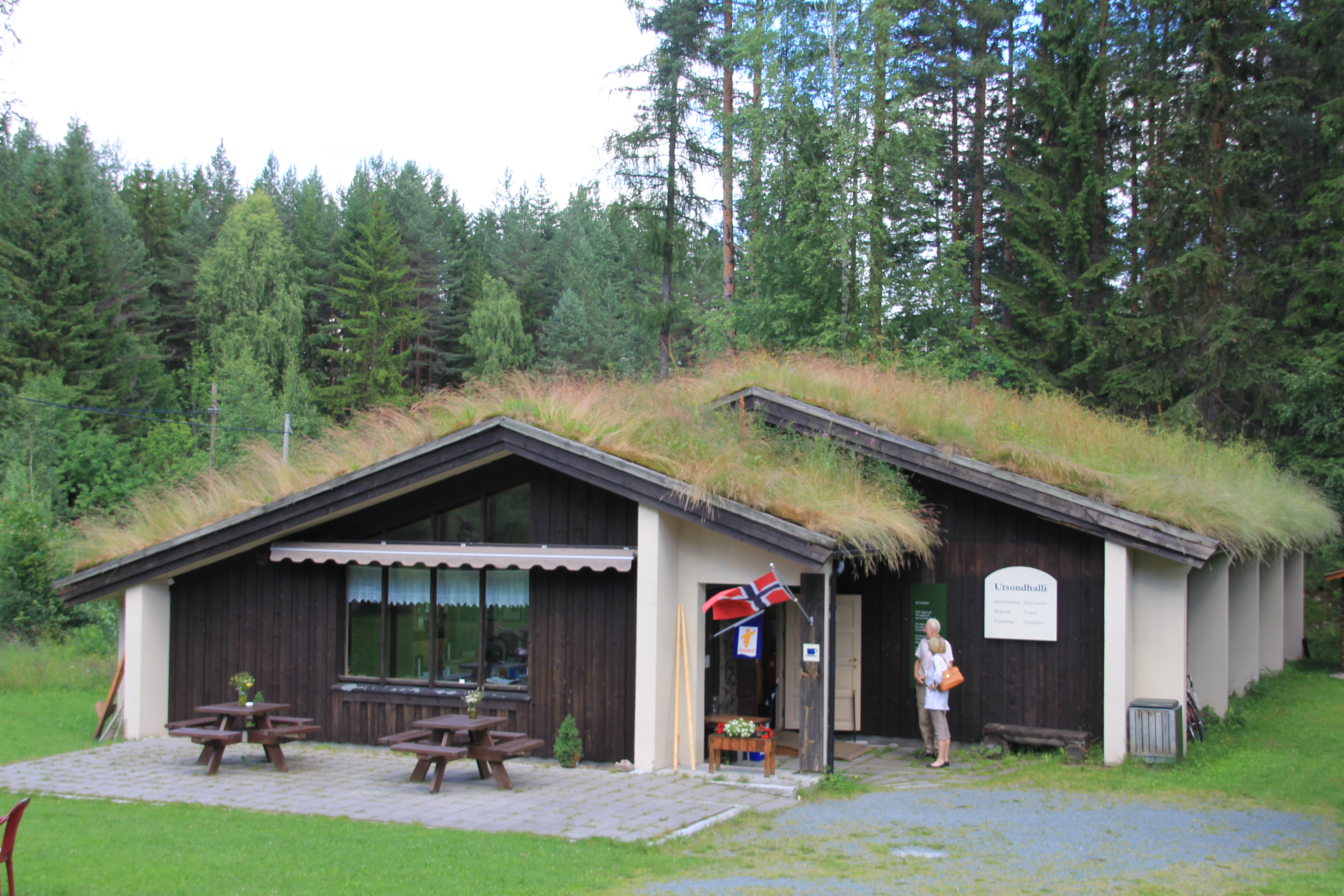
Utsondhalli von 1979

Kviteseid Bygdetun ist eines der ältesten Freilichtmuseen in Norwegen und besteht seit 1907. Das Museum liegt direkt neben der alten Kirche von Kviteseid, die auch Bestandteil des Museums ist. Dieses Gebiet oberhalb des Kviteseidvatnet birgt viele Zeichen einer frühzeitigen Bebauung und eines Handelsplatzes an einer Stelle, an der sich Wasserweg und Talsenke treffen. Das Museum liegt am Rv 41 an der Stelle, wo es hinauf über den Kviteseidkleivan nach Vrådal geht und ca. 7 Kilometer vom Zentrum Kviteseids entfernt.
Das Museum besteht aus zwölf Gebäuden, die von verschiedenen Höfen der Gegend während des 20. Jahrhunderts zusammengetragen wurden. Im Jahr 1979 wurde eine Ausstellungs- und Informationshalle mit Namen Utsondhalli gebaut. Sie wurde mit der Absicht gebaut, eine eigene Ausstellung für die Skulpturen von Gunnar Utsond zu haben, die der Gemeinde Kviteseid und dem Museum einige Jahre zuvor geschenkt wurden. Später wurde die Halle auch für Gastausstellungen genutzt.
Die alte Kirche von Kviteseid ist eine Steinkirche und wurde ca. 1260 errichtet. Sie liegt in einer Senke direkt neben dem Museum und ist heute ein Teil des Museums.
Neben der Kirche gibt es noch folgende Attraktionen auf dem Gelände:
- Eine Stube mit Rosenmalereien von Talleiv Målar (1708–1787)
- Flekstveitloftet und Tveitloftet mit prachtvollen Holzschnitzereien (1660)

Das Museum hat in den Sommermonaten alle Tage außer montags geöffnet und es werden viele Veranstaltungen und Aktivitäten während des Sommers angeboten. Es gehört heutzutage der Gemeinde Kviteseid und wird von dieser verwaltet. Das Museum gehört aber ebenso zur Stiftung Vest-Telemark Museum.